# 國立北平大學
國立北平大學，是中華民國大陸時期將數所北平市（今北京市）附近的高等學校合併而成的大學，並非北京大學。

## 历史
截止到1927年上半年，北京的国立大学有：北京大学、北京师范大学、北京法政大学、北京农业大学、北京女子师范大学、北京医科大学、北京工业大学、北京女子大学、北京交通大学、清华学校共十所。国立专门学校有：国立北京艺术专门学校、外交部的俄文法政专门学校以及类似专门学校性质的财政部办的税务学校、盐务学校和内政部办的警官高等学校共五所。私立大学有：中國大學、朝阳大学、私立民国大学、平民大学、华北大学、中法大学、燕京大学、协和医科大学、辅仁大学九所。
1927年奉系军阀张作霖的北洋政府因為連年軍閥混戰，國庫空虛，1927年8月4日教育部长刘哲以各大學科系重復設置，資源重復浪費为由，下令將北京九所國立大學（北京大学、北京师范大学、北京法政大学、北京农业大学、北京女子师范大学、北京医科大学、北京工业大学、北京女子大学、国立北京艺术专门学校）合併為京師大學校。属于交通部管理的北京交通大学，属于外交部管理的清华学校，不在其列。
1928年二次北伐胜利。蔡元培、李石曾等国民党元老計畫採取法國拿破崙時代之大學院制（拿破崙時代全法國只有一所帝國大學，該帝國大學除負責大學教育外，還身兼教育部功能，管理各級學校），將全國分為數個大學區，各設一所大學。1927年6月8日南京国民政府第70次会议决议，计划将京师大学校改名为中华大学。1928年6月18日，南京国民政府正式决定改组北平国立九校组建的京师大学校变为中华大学；并决定在北方试行大学区制度，定名为北平大学区。1928年6月20日，国民党中央政治会议决定改“北京”为“北平”，设立北平特别市，直属国民政府。1928年8月16日，为配合北平大学区制度，南京国民政府决定撤销中华大学的名称，改为北平大学，李石曾任校长。北平大学区行使教育行政职能，范围涵盖北平特别市、河北省、天津市、热河省。除在北平的九所國立大學外，天津的北洋大學、工业专门学校、法政专门学校，河北保定的河北大學亦在合併之列，預定組成國立中華大學，旋因北京大學抗議，改為組成國立北平大學，預定組織方式為：
- 北京大學文學院，保定河北大學文科合并为北平大學文學院
- 北京大學理學院改为北平大學理學院
- 北京大學法學院，北京法政大學（原「京師法律學堂」，曾更名為「北京法政專門學校」），保定河北大學法科，天津法政專門學校（原「天津法政學堂」）合并为北平大學法學院
- 北京工業大學改为北平大學第一工學院
- 天津北洋大學，天津工業專門學校合并为北平大學第二工學院
- 北京農业大學，保定河北大學農科合并为北平大學農學院
- 北京醫科大學，保定河北大學醫科合并为北平大學醫學院
- 北京師範大學改为北平大學第一師範學院
- 北京女子師範大學，北京女子大學合并为北平大學第二師範學院
- 北京藝術專門學校改称北平大學藝術學院

此方案遭到了北京大學師生持續反對與抗議。1929年6月17日，南京国民政府宣布废除大学院，改为教育部，大学区制停止执行。北平大学区不复存在，同时北平大学也不再具有教育行政职能，河北、天津（热河省本身没有大学）的学校全部从北平大学中分离出来。國立北京大學有文、理、法三個學院。北京師範大學、北京女子師範大學另組國立北平師範大學、保定河北大學農科改為河北省立農學院、保定河北大學醫科改為河北省立醫學院、天津工業專門學校改為河北省立工學院、天津法政專門學校改為河北省立法商學院。國立北平大學至此剩下醫、農、工、法商、女子文理五個學院，以北平大学的名称继续存在。1935年时，在校生的规模已经达三千多人，这在全国都是数一数二的大学校。
抗戰爆发后，國立北平大學、國立北平師範大學、國立北洋工學院三校內遷西安。1937年9月10日，教育部下令“以北平大学、北平师范大学、北洋工学院和北平研究院等院校为基干，设立西安临时大学”。1938年3月，西安临时大学改称为国立西北联合大学，并迁往陕西城固。1938年7月，教育部指令西北联大改组为西北大学、西北工学院、西北师范学院和西北医学院。1945年抗战胜利后，北平大学并没有复校，北平大学的大部分师生都留在了西北地区。
在日占区，華北政務委員會在北平開設北京大學（有文、理、法三個學院）及北平大學（有醫、農、工三個學院）。將北京大學及北平大學合併為北京大學（有文、理、法、醫、農、工六個學院），下称「汪精卫北京大学」。勝利后汪精卫北京大学被改組為北平臨時大學補習班，其中：
- 理學院改組為第一分班
- 文學院改組為第二分班
- 法學院改組為第三分班
- 農學院改組為第四分班
- 工學院改組為第五分班
- 醫學院改組為第六分班

此外，北平臨時大學補習班第七分班是北平師範大學，第八分班是北京藝術專門學校。
1946年國立北京大學復校，接收北平臨時大學補習班第一、二、三、四、六分班，第五分班改為國立北洋大學北平部，1947年國立北洋大學北平部亦併入國立北京大學。另外，1949年以後國立北平師範大學演變為北京師範大學、河北省立農學院演變為河北農業大學、河北省立醫學院演變為河北醫科大學（遷石家莊）、河北省立工學院演變為河北工業大學；河北省立法商學院於1938年被廢。